# المدينة التي تخاف غروب الشمس
المدينة التي تخاف غروب الشمس هو فلم رعب أمريكي صدر عام 1976, من إخراج تشارلز بي بيرس، وكتبه إيرل إي سميث. يستند الفيلم مع كثير من التصرف إلى جرائم القتل في ضوء القمر في تيكساركانا عام 1946، وهي جرائم تُنسب إلى قاتل متسلسل مجهول الهوية يُعرف باسم الشبح القاتل. رواه فيرن ستيرمان، الذي روى فيلم بيرس عام 1972 أسطورة بوجي كريك. يؤدي بن جونسون دور الكابتن جي دي موراليس، وهو نسخة خيالية من تكساس رينجر كابتن إم تي «ذئب وحيد» جونزاولاس. أدى دور الشبح بد دافيس، الذي عمل لاحقًا بوصفه منسق البدلاء في أفلام مثل Forrest Gump وCast Away وInglourious Basterds. صُور الفيلم غالبًا حول تيكساركانا، واختير عدد من السكان المحليين إضافات. أقيم العرض العالمي الأول في تيكساركانا في 17 ديسمبر1976، قبل عرضه المنتظم في المسارح في 24 ديسمبر.
يذكر الفيلم أن «القصة المذهلة التي توشك على رؤيتها صحيحة، وأين حدثت وكيف حدث، تم تغيير الأسماء فقط». هاجم فانتوم الحقيقي ثمانية أشخاص في أو بالقرب من مدينة تيكساركانا، تكساس، الواقعة على حدود تكساس مع أركنساس. وقعت معظم جرائم القتل في مناطق ريفية خارج تيكساركانا مباشرة، في مقاطعة بوي، تكساس، بينما كان الفيلم يحدث في أركنساس. ومع ذلك، فإن المخطط العام لعمليات القتل يتبع الواقع إلى حد كبير، مع الحصول على ترخيص فني بسيط في الغالب. كما في الفيلم، لم يتم التعرف على القاتل الحقيقي أو القبض عليه.
الفيلم فضفاض بما يكفي مع حقيقة أن أحد أفراد عائلة الضحية رفع دعوى قضائية سنة 1978 بسبب تصويره لأخته. تسببت الحقائق الملفقة في الفيلم أيضًا في انتشار الشائعات والفولكلور لأجيال حول تيكساركانا. يدعي شعار الفيلم أن الرجل الذي قتل خمسة أشخاص «لا يزال يتربص في شوارع تيكساركانا»، ما تسبب في تهديد المسؤولين في تلك المدينة المجاورة لبيرس بسبب الإعلانات سنة 1977، ومع ذلك، بقيت على الملصقات. صدرت تكملة بنفس الاسم في 16 أكتوبر 2014.

## الحبكة
قبل «هجمات الشبح»، التي حدثت بعد نحو ثمانية أشهر من الحرب العالمية الثانية، كانت تيكساركانا ممتعة وكان المواطنون يستعدون لمستقبل جيد. في ليلة الأحد، 3 مارس 1946، يتنزه سامي فولر وليندا ماي جينكينز في ممر العشاق. وسرعان ما ينفتح غطاء السيارة ويغلق ويظهر رجل يحمل حقيبة على رأسه بها ثقوب مقطوعة لعينيه وهو يحمل أسلاكًا كان قد انتزعها من المحرك. في حين كان سامي يحاول تشغيل السيارة، كسر الرجل نافذته وسحبه للخارج، وقطعه بالزجاج المكسور. ثم دخل الرجل السيارة مع ليندا. في صباح اليوم التالي، عُثر على ليندا على جانب الطريق على قيد الحياة بالكاد. في أثناء وجوده في مسرح الجريمة، أبلغ النائب نورمان رامزي أن الضحيتين ما زالا على قيد الحياة. يترك رسالة للشريف باركر لمقابلته في مستشفى مايكل ميجر. في المستشفى، أخبر طبيب الشريف باركر أن ليندا لم تتعرض للاغتصاب ولكن ظهرها ومعدتها وثدييها «عضوا بشدة، تم مضغها حرفيا». في مركز الشرطة، يقترح باركر على رئيس الشرطة سوليفان تحذير المراهقين وطلاب الجامعات من وقوف السيارات على الطرق المنعزلة.
في 24 مارس، في أثناء التحقيق في ممر العشاق تحت المطر الغزير، سمع رمزي طلقات نارية ووجد هوارد دبليو تيرنر ميتًا في حفرة وجثة صديقته، إيما لو كوك، مربوطة بشجرة. رامسي يكتشف الرجل المقنع يهرب في سيارة. مذعورة، تبيع المدينة البنادق ومعدات السلامة المنزلية الأخرى. يطلب الشريف باركر المساعدة ويخبر رامزي أنهم سيحصلون على أشهر محقق جنائي في البلاد، «ذئب وحيد» من حراس تكساس، الكابتن جي دي موراليس. بعد وصوله، أوضح موراليس أنه سيكون مسؤولًا عن التحقيق ووصف المهاجم المجهول الهوية بأنه الشبح. عُين رامزي لمساعدة موراليس، وسيكون باترولمان إيه سي «سباركبلوج» بينسون سائقه.
في محل الحلاقة، يشرح رامسي لموراليس نظريته بأن الشبح يهاجم كل 21 يومًا. يقع الهجوم التالي في يوم حفلة موسيقية في المدرسة الثانوية، تُنشأ أفخاخ على أطراف المدينة. بعد الرقصة، في 14 أبريل، غادرت عازفة الترومبون بيجي لوميس مع صديقها روي ألين. ر رغم مخاوفها، ذهبوا إلى سبرينج ليك بارك في وسط المدينة. عندما يغادرون، يقفز الشبح على باب السائق ويسحب روي من السيارة، ما يتسبب في انهيار بيغي. تهرب عندما تغلب الفانتوم على روي، لكنه أمسك بها وربط يديها حول شجرة. يستيقظ روي، لكنه يُقتل بالرصاص في أثناء محاولته الهرب. يعلق الشبح سكين جيب بالطرف البعيد من شريحة ترومبون بيجي ويقتلها في أثناء «العزف».
يلتقي موراليس وضباط آخرون بالطبيب النفسي الدكتور كريس في أحد المطاعم، حيث أوضح أن الفانتوم سادي ذكي للغاية ولديه دافع جنسي قوي، عمره بين 35 و40 عامًا. يعبر كريس عن شكوكه حول فرصهم في القبض على الشبح، عُرض حذاء الشبح، وكشف أنه سمع المحادثة بأكملها. في المحطة، قال رجل يدعى جونسون إنه تعرض للسرقة وأُجبر على قيادة رجل إلى لوفكين تحت تهديد السلاح. في أثناء وجوده على الطريق، يتلقى رامسي تقريرًا عن مشتبه به مسلح، وتتبع ذلك مطاردة قصيره . المشتبه به، إيدي ليدو، ينفي في البداية كل شيء، ثم يعترف بأنه فانتوم، لكن موراليس غير مقتنع. يعرفه جونسون بأنه اللص.
في 3 مايو، شاهد فانتوم هيلين ريد تغادر محل بقالة. في المنزل في تلك الليلة، سألت هيلين زوجها فلويد، الذي كان جالسًا أمام نافذة في كرسيه ذي الذراعين، إذا سمع شخصًا يمشي في الخارج. بعد أن أجاب بأنه لم يفعل، أطلق عليه الشبح النار من خلال نافذتهم. هيلين تتفقد وترى فلويد يحتضر. عندما تستخدم الهاتف للاتصال بالشرطة، اخترق الشبح باب الشاشة وأطلق النار عليها مرتين في وجهها. رغم جروحها، فإنها تسحب نفسها من المنزل إلى حقل ذرة في حين يتفقد الشبح جثة فلويد. يطاردها الشبح بفأس، لكنها تغادر عندما تحصل على المساعدة في منزل قريب. تسببت أخبار هذا الهجوم في إصابة البلدة بالذعر، وبدأ الناس بإحكام نوافذهم.
لاحقًا، تلقى موراليس ورامزي تقريرًا عن سيارة مسروقة تتطابق مع واحدة من جرائم القتل في تيرنر وكوك. في أثناء التحقيق، يواجهون الشبح. أطلق موراليس النار عليه لكنه أخطأ، ما جعله يركض في الغابة. يهرب الشبح بالقفز متجاوزًا القطار المتحرك، لكن يطلق النار عليه في ساقه. بينما ينتظر الضباط مرور القطار، يهرب الشبح. يواصلون بحثهم، لكنهم لم يعثروا عليه قط. بعد سنوات خلال موسم الكريسماس لعام 1976، ظهر فيلم المدينة التي تخاف الغروب لأول مرة في تكساركانا وأحذية فانتوم على شخص يقف في الصف.